# 库尔班·哈利洛夫
库尔班·阿里奥卢·哈利洛夫，（俄语：Курбан Али оглы Халилов，1906年11月15日—2000年3月20日），阿塞拜疆人，苏联阿塞拜疆党和国家领导人。曾任阿共（布）巴库市委书记、阿塞拜疆苏维埃社会主义共和国国营农场部副部长、建筑材料工业部副部长、地方工业部长、财政部长；巴库市副市长、阿塞拜疆苏维埃社会主义共和国最高苏维埃主席团主席兼苏联最高苏维埃主席团副主席等职。

## 生平
- 1906年11月15日出生于波斯卡尔库兰的一个工人家庭。
- 1923年-1928年，巴库工厂车工。1926年加入联共（布）。
- 1928年-1933年，阿塞拜疆石油和工业学院学习。
- 1932年-1935年，巴库基洛夫工厂工程师。
- 1935年-1936年，苏联红军服役。
- 1937年，巴库基洛夫工厂车间主任。
- 1937年-1942年，巴库机械制造厂厂长。
- 1942年-1945年，阿共（布）巴库市委副书记、书记。
- 1945年-1948年，“阿兹纳夫塔”，“阿兹纳夫托罗兹维德卡”公司副经理。
- 1948年-1954年，Azpereselbud建筑公司经理、阿塞拜疆苏维埃社会主义共和国国营农场副部长、Azradkhozbud建筑公司经理、纳希切万苏维埃社会主义自治共和国建筑部长。
- 1954年-1955年，阿塞拜疆苏维埃社会主义共和国建筑材料工业部副部长。
- 1955年-1956年，巴库市副市长。
- 1956年-1958年，阿塞拜疆苏维埃社会主义共和国地方工业部长。
- 1958年-1969年，阿塞拜疆苏维埃社会主义共和国财政部长。
- 1969年12月-1985年12月，阿塞拜疆苏维埃社会主义共和国最高苏维埃主席团主席兼苏联最高苏维埃主席团副主席。
- 1985年12月起退休，享受巴库市工会养老金待遇。
- 2000年3月20日于巴库逝世，享年93岁。葬于荣誉谷。

哈利洛夫是苏共24-26大代表；第24-26届中央审计委员；第8-11届苏联最高苏维埃民族院代表，第2、5-11届阿塞拜疆苏维埃社会主义共和国最高苏维埃代表。

## 荣誉
- 四次列宁勋章
- 十月革命勋章
- 劳动红旗勋章
- 红星勋章